# Norwegian Epic
O MS Norwegian Epic é um navio de cruzeiro da Norwegian Cruise Line. É o maior navio transatlântico construído na França, em Saint-Nazaire. Em 17 de junho de 2010 fez sua viagem inicial entre o estaleiro e o porto de Roterdam, Holanda. Com 19 andares tem capacidade para acomodar 4.100 passageiros e 1.708 tripulantes.

## Atrações
O Norwegian Epic entre outras atrações possui um Parque Aquático, com o único tuboágua  no mar; o Ice Bar, bar cuja temperatura é mantida abaixo de 8°C negativos. Possui ainda 20 opções de restaurantes. O navio também é considerado uma das embarcações mais seguras do mundo.